# Örnsköldsviks södra pastorat
Örnsköldsviks södra pastorat är ett pastorat inom Svenska kyrkan i Örnsköldsviks kontrakt i Härnösands stift. Pastoratet har pastoratskoden 100601 och ligger i Örnsköldsviks kommun. 
Pastoratet bildades 1 januari 2022 av Själevad, Mo och Björna pastorat, Nätra-Sidensjö pastorat och Anundsjö-Skorpeds pastorat och består av:
- Anundsjö församling
- Skorpeds församling
- Nätra församling
- Sidensjö församling
- Själevads församling
- Björna församling
- Mo församling

1 januari 2024 tillkom Domsjö församling och Gullängets församling vilka bildades genom utbrytning ur Själevads församling